# هلوگه
هلوگه (به آلمانی: Hellwege) یک شهر در آلمان است که در Sottrum واقع شده‌است.
 هلوگه  ۱٬۱۰۷ نفر جمعیت دارد.